# 雙生戀情密不可分
《雙生戀情密不可分》（簡稱）是高村資本創作的日本輕小說系列，擔綱插畫，由2021年5月8日起經電擊文庫出版。改編漫畫由2022年4月27日發售的《電擊大王G》（電撃だいおうじ）Vol.104起開始連載，漫畫家是OKARI。

## 劇情簡介
白崎純在六歲時與家人搬到神宮寺家旁。從那以後到高中一年級的現在，兩家父母的關係很好，純和那裡的雙胞胎姊妹是一起長大的好朋友。一個是外表看起來像男孩子、內心是少女的姊姊琉實，另一個是外表可愛、實際上卻是個阿宅的妹妹那織。純被兩個性格截然不同的美女姊妹影響，三人發展出一段奇妙的三角關係。

## 角色列表
白崎純（聲：坂田將吾）
班上的班長，知識淵博，並且積極參與運動。平時在空閒時間也會閱讀。神宮寺姊妹是青梅竹馬，從小就像家人一樣長大。
神宮寺琉實（聲：後本萌葉／小原好美（ASMR））
異卵双胞胎的姊姊。特徵是短髮，嘴角有一顆痣。體型修長，是一名活躍的運動女孩，致力於社團活動，她是積極參與班級活動的類型，但她在學校的成績卻不是很好。喜歡住在隔壁的青梅竹馬純，而且兩人的關係進展得很快，並在初三時向他告白。
神宮寺那織（聲：內田真禮／古賀葵（ASMR））
異卵双胞胎的妹妹。左眼下方有一顆痣。是那種有邏輯性又反常、討厭人群、週末就待在自己家裡的人，喜歡純，但在沉浸在朋友的安心感中時，被姊姊搶先一步。
森脇豐茂（聲：福原克己）
性格輕浮，對自己有興趣的女孩會立刻告白。只要純和那織這三個人在一起，就會熱烈地討論起宅男愛好的話題。綽號是“教授”。有時他的語氣會變成軍人的語氣。雖然他因無所畏懼的外表而受到異性的歡迎，但由於內心複雜的感情，關係維持不到一周。
淺野麗良（聲：池田海咲）
琉實最好的朋友，從國中起就一起打籃球。她有豐富的戀愛經歷，並且有男朋友。有點不喜歡那織，對她有些許的牴觸感。有一個已婚的姊姊。
龜嵩璃璃須（聲：大野柚布子）
與那織關係密切的嬌小戴眼鏡少女，隸屬於美術社。雖然被認為是優等生，但與愛說壞話的那織發生了很多麻煩，但也會和她針鋒相對。
雨宮慈衣菜（聲：石原夏織）
琉實的朋友，一個打扮花哨的辣妹。回家社。除了學生的身份外，她還擔任模特兒。另一方面，由於學業成績不佳，總是不及格。
櫻田可南子（聲：真野步）
琉實的朋友，隸屬於女子籃球社。她的特徵是下垂的眼睛和有後背頭髮。個性開朗，是團隊的氣氛製造者。
杉野真衣（聲：東城日沙子）
琉實的朋友，隸屬於女子籃球社。她曾經和坂口約會過，而且仍然對他有感覺。
坂口瑞真（聲：花江夏樹）
隸屬於男子籃球社。他喜歡琉實一段時間了，並邀請她進行兩人的第一次，也是最後一次約會。
古間怜人（聲：內山昂輝）
二年級學生。桌遊社，與那織進行一場國際象棋比賽。
純的父親（聲：野島健兒）
一名中年上班族。
純的母親（聲：佐藤聰美）
全職家庭主婦。
琉實和那織的父親（聲：間島淳司）
一名中年上班族，有一個哥哥。
神宮寺陽向（聲：豐崎愛生）
琉實和那織的母親，全職家庭主婦。出生於神奈川縣藤澤市，旧姓是「藍野」。
神宮寺滋
琉實和那織的伯父。
神宮寺香帆
琉實和那織的伯母。
神宮寺崇大
琉實和那織的堂哥，社會人。
神宮寺帆波
琉實和那織的堂姊，大学生。
雨宮慈穗（聲：斋藤千和）
慈衣菜的母親，是有名的時裝設計師。
古瀨千夏（聲：松田利冴）
是那織小學時的女同學。個性傲慢，是班上的佼佼者。目前在加拿大留学。
百井菜華
陽向的老朋友，住在神奈川縣藤澤市。旧姓是「山田」。

## 出版書籍

### 輕小說
| 冊數 | KADOKAWA      | KADOKAWA               | 台灣角川       | 台灣角川              |
| 冊數 | 發售日期      | ISBN                   | 發售日期       | ISBN                  |
| ---- | ------------- | ---------------------- | -------------- | --------------------- |
| 1    | 2021年5月8日  | ISBN 978-4-04-913732-3 | 2024年6月11日  | ISBN 978-626-400092-5 |
| 2    | 2021年8月6日  | ISBN 978-4-04-913941-9 | 2024年7月25日  | ISBN 978-626-400228-8 |
| 3    | 2022年1月8日  | ISBN 978-4-04-914140-5 | 2024年8月21日  | ISBN 978-626-400369-8 |
| 4    | 2022年7月8日  | ISBN 978-4-04-914461-1 | 2024年9月16日  | ISBN 978-626-400509-8 |
| 5    | 2023年3月10日 | ISBN 978-4-04-914821-3 | 2024年10月21日 | ISBN 978-626-400649-1 |
| 6    | 2024年7月10日 | ISBN 978-4-04-915277-7 |                |                       |

### 漫畫
| 冊數 | KADOKAWA       | KADOKAWA               | 台灣角川      | 台灣角川              |
| 冊數 | 發售日期       | ISBN                   | 發售日期      | ISBN                  |
| ---- | -------------- | ---------------------- | ------------- | --------------------- |
| 1    | 2022年11月25日 | ISBN 978-4-04-914735-3 | 2024年6月13日 | ISBN 978-626-400110-6 |
| 2    | 2023年7月26日  | ISBN 978-4-04-915163-3 | 2024年6月13日 | ISBN 978-626-400111-3 |
| 3    | 2024年8月27日  | ISBN 978-4-04-915925-7 |               |                       |

## 電視動畫
2023年7月15日，宣佈電視動畫化，於2024年7月至9月播放。

### 製作人員
- 原作：高村資本
- 導演：中西基樹
- 劇本統籌：橫手美智子
- 人物設定：渡邊舞
- 道具設定：山道到威、丸山喬平
- 美術監督：原本
- 美術設定：鷲頭功典、山本練正
- 色彩設計：松浦友里枝
- 攝影監督：佐佐木明美
- 3D總監：宮崎涉
- 編輯：齋藤朱里
- 音響監督：納谷僚介
- 音響效果：齋藤代
- 音樂：轉寢歌菜（日语：KanadeYUK）
- 音樂製作：Lantis
- 音樂製作人：臼倉龍太郎
- 動畫製作：ROLL2[3]
- 製作：雙捨製作委員會

### 主題曲
片頭曲パラレルなハート
演唱：內田真禮，作詞：敬也（amazuti）、宮崎諒（amazuti），作曲、編曲：宮崎諒（amazuti）
片尾曲
演唱：神宮寺琉實（後本萌葉）、神宮寺那織（內田真禮），作詞：，作曲：HIDEYA KOJIMA，編曲：歌菜

### 各話列表
| 話數 | 標題                                      | 劇本       | 分鏡                 | 演出                                                                         | 作畫監督                                                                                     | 總作畫監督       | 首播日期       |
| ---- | ----------------------------------------- | ---------- | -------------------- | ---------------------------------------------------------------------------- | -------------------------------------------------------------------------------------------- | ---------------- | -------------- |
| 1.   | 今天就分手吧                              | 橫手美智子 | 堀川優子、丸山喬平   | 中西基樹                                                                     | 和泉百香、奧隅雅予、佐野勝、西道拓哉、二宮奈那子、東郷芳宏                                   | 渡邊舞           | 2024年 7月10日 |
| 2.   | 如果被告白的話                            | 橫手美智子 | 堀川優子、丸山喬平   | 友田康                                                                       | 和泉百香、奧隅雅予、中島達也、二宮奈那子、橋本穗高、服部憲知、陽本百香                       | 和泉百香、渡邊舞 | 7月17日        |
| 3.   | 從未聽見過一句我喜歡你                    | 橫手美智子 | 宮西哲也             | 山田史人                                                                     | 西道拓哉、西田美彌子、三谷暢之                                                               | 渡邊舞           | 7月24日        |
| 4.   | 隨你喜歡就好                              | 橫手美智子 | 安川央里             | 安川央里                                                                     | 奧隅雅予、佐野勝、田邊、中尾彩香、中島達也、二宮奈那子、陽本百香、周昊、                     | 和泉百香、渡邊舞 | 7月31日        |
| 5.   | 因為有時候愛情就是這樣                    | 橫手美智子 | 、堀川優子、丸山喬平 |                                                                              | 奧隅雅予、西道拓哉、鈴木彩史、中尾彩香、中島達也                                             | 西田美弥子       | 8月7日         |
| 6.   | 總之到補考前麻煩你了                      |            | 山本恭平             | 山本恭平                                                                     | 西道拓哉、佐野勝、中島達也、吉田肇、王國年、奧隅雅予、無錫月靈動画                           | 和泉百香、渡邊舞 | 8月14日        |
| 7.   | 也許他有其他喜歡的人。然後                | 加藤萌     | 山田史人             | 和泉百香、奧隅雅予、外崎小鐵、西澤亘燿、陽本百香、渡邊舞、周昊、無錫月靈動畫 | 西道拓哉                                                                                     | 8月21日          |                |
| 8.   | 不斷思考，拼命思考                        |            |                      | 陽本百香、佐野勝、三谷暢之、奧隅雅予、TripleA、無錫月靈動畫                  | 渡邊舞、和泉百香                                                                             | 8月28日          |                |
| 9.   | 我希望有人能阻止，但卻沒有人阻止          | 橫手美智子 | 福島宏之             | 長澤駿、                                                                     | 陽本百香、奧隅雅予、佐佐木敕嘉、白倉純、西澤亘燿、渡邊舞、無錫月靈動畫                       | 西田美彌子       | 9月4日         |
| 10.  | 我的女王，應該能拿下吧？                  |            | 山本恭平             | 山本恭平                                                                     | 佐佐木敕嘉、中川洋未、二宮奈那子、奧隅雅予、無錫月靈動畫、TripleA                            | 和泉百香、渡邊舞 | 9月11日        |
| 11.  | 光是知道你有好好考慮過， 我就已經很滿足了 | 橫手美智子 | 丸山喬平、堀川優子   | 伊豫遼太郎、中西基樹                                                         | 佐佐木敕嘉、外崎小鐵、中川洋未、西澤亘燿、陽本百香、奧隅雅予、無錫月靈動畫、DRmovie、TripleA | 西道拓哉         | 9月18日        |
| 12.  | 我現在的感受                              | 橫手美智子 | 丸山喬平、堀川優子   | 長岡義孝                                                                     | 奧隅雅予、佐佐木敕嘉、外崎小鐵、中川洋未、中島達也、三谷暢之、陽本百香、無錫月靈動畫         | 和泉百香、渡邊舞 | 9月25日        |

### 播映平台
| 播映日期              | 播映時間（UTC+9）        | 播映電視台 | 播映地區 | 備註                     |
| --------------------- | ------------------------ | ---------- | -------- | ------------------------ |
| 2024年7月10日—9月25日 | 星期三 23:30—星期四 0:00 | AT-X       | 日本全域 | CS放送／字幕放送／可重播 |
| 2024年7月11日—9月26日 | 星期四 1:00—1:30         | TOKYO MX   | 東京都   |                          |
|                       |                          | SUN電視台  | 兵庫縣   |                          |
| 2024年7月12日—9月27日 | 星期五 0:30—1:00         | KBS京都    | 京都府   |                          |
|                       | 星期五 1:00—1:30         | BS日本     | 日本全域 | BS／BS4K放送             |

### BD / DVD
| 卷數 | 發行日期       | 收錄話數     | 規格編號   | 規格編號   |
| 卷數 | 發行日期       | 收錄話數     | BD         | DVD        |
| ---- | -------------- | ------------ | ---------- | ---------- |
| 1    | 2024年10月25日 | 第1話—第4話  | ZMXZ-17751 | ZMBZ-17761 |
| 2    | 2024年11月27日 | 第5話—第8話  | ZMXZ-17752 | ZMBZ-17762 |
| 3    | 2024年12月25日 | 第9話—第12話 | ZMXZ-17753 | ZMBZ-17763 |

### 網路廣播
2024年7月12日起，由神宮寺琉實的聲優後本萌葉以及神宮寺那織的聲優內田真禮所主持的網路廣播在網路廣播電台「音泉」上播出。

## 外部連結
- 電擊文庫官方網站（日語）
- 漫畫連載網站（日語）
- 动画官方网站（日語）
- 雙生戀情密不可分的X（前Twitter）（日語）